# Marathyssa
Marathyssa là một chi bướm đêm thuộc họ Noctuidae.

## Loài
- Marathyssa basalis Walker, 1865
- Marathyssa inficita Walker, 1865
- Marathyssa minus Dyar, 1921